# Истинно-православная церковь Молдовы
Истинно-православная церковь Молдавии (рум. Biserica Adevărat-Ortodoxă din Moldova, официально «Русская православная церковь заграницей под омофором Архиепископа Кишинёвского и Молдовского Антония», сокращённо ИПЦМ или РПЦЗ(М) или РПЦЗ(В-А) или РПЦЗ(В-Ж)) — малочисленная неканоническая православная организация, которая фактически представляет собой одну епархию, которой управляет архиепископ Антоний (Рудей). Название «Истинно-православная церковь Молдавии» в быту не используется, а является названием, под которым она в 2007 году была зарегистрирована в Молдавии.
Образовывалась в конце 2007 — начале 2008 года результате раскола в РПЦЗ(В) на основе её молдавских приходов, нескольких приходов в Западной Европе и России. Рассматривает себя как единственную законную часть РПЦЗ и Русской поместной церкви. На начало 2008 года являлась 4-й по величине православной общиной Молдавии.

## История
Основателем и лидером данной неканонической юрисдикции стал бывший священник Московского Патриархата Андрей Рудей, перешедший в РПЦЗ в 1997 году со своим приходом в селе Старые Биличены. Ещё в 2000 году он предпринял неудачную попытку зарегистрировать «Истинно-Православую Церкви в Молдове», на что власти в письме от 29 ноября 2000 года ответили отказом, после чего были инициированы судебные разбирательства.
30 августа 2001 года Апелляционный суд принял их иск и обязал правительство зарегистрировать ИПЦМ. Суд также присудил выплатить каждому из заявителей 1000 молдавских лей (примерно 85 евро в то время) в качестве компенсации за моральный ущерб. 29 мая 2002 года Верховный Суд оставил в силе решение, посчитав, что правительство не представило никаких доказательств, что ИПЦМ может нанести ущерб общественному порядку, здоровью или нравственности.
12 июля 2002 года в Закон о религиозных конфессиях были внесены изменения и порядок регистрации религиозных конфессий была упрощена. На основании этих поправок, 7 августа 2002 года заявители попытались зарегистрировать свою юрисдикцию, ссылались на статьи 14 вышеупомянутого закона (в редакции от 12 июля 2002 года) и на последнем суде в свою пользу заказе регистрации Церкви. В письме от 23 августа 2002 года Государственная служба по защите религиозных культах отклонила эту просьбу, потому что это «не получил никакого запроса на регистрацию от какого-либо вероисповедания». Служба не может зарегистрировать церковь, пока соответствующее государственный Реестр не будет создан и все необходимые документы были поданы в него. 22 ноября 2002 года заявители представили соответствующие документы в Службу.
27 ноября 2002 года, потерпев неудачу с регистрацией своей юрисдикции в Молдавии, Антоний (Рудей) вместе с другими дятелями своей юрисдикции, подал жалобу в ЕСПЧ. 27 февраля 2007 года ЕСПЧ постановил, чтобы правительство Молдовы выплатило компенсацию в размере 12 тысяч евро Истинно-Православной Церкви Молдавии после того, как Государственная служба по делам религиозных объединений отказалась зарегистрировать её, несмотря на повторное постановление суда. На тот момент Антонию (Рудей) подчинялось 5 приходов на территории Молдавии.
После того как Антонию удалось официально зарегистрировать «Истинно-Православную Церковь Молдовы», он 14 ноября 2007 года в нарушении канонов единолично рукоположил Серафима (Скуратова) во «епископа Бирмингемского» и на следующий день — Романа (Апостолеску) во «епископа Брюссельского». Однако об этих хиротониях было объявлено не сразу.
21 ноября 2007 года Антоний опубликовал сообщение об увольнении на покой «епископа Владивостокского и Дальневосточного» Анастасия (Суржика). Данное деяние максимально накалило внутреннюю атмосферу в РПЦЗ(В-В) и епископом Владимиром (Целищевым) признано не было. По мнению наблюдателей, за столь радикальными действиями и заявлениями Антония стоит секретарь Архиерейского Синода РПЦЗ(В) парижский протоиерей Вениамин Жуков.
9 января 2008 года епископ Антоний (Рудей) объявил об отделении от двух других епископов РПЦЗ(В-В) и провозгласил независимость новообразованной религиозной организации и официально объявил о совершённых им хиротониях. По заверению самого Антония (Рудей) эти хиротонии совершены «с согласия Преосвященного Варфоломея, Епископа Едмонтонского и Западно-Канадского». В Западной Европе за епископом Антонием последовали: протоиерей Вениамин Жуков, архимандрит Серафим (Скуратов), протоиерей Николай Семёнов, протоиерей Раду Апостолеску, иерей Божидар Патрногич, иерей Николай Апостолеску, иерей Алексей Лашкеев-Старицын, иеродиакон Иоанн (Тарасов).
16-17 июля 2008 Антоний (Рудей), Серафим (Скуратов), Роман (Апостолеску) и протоиерей Вениамин Жуков провели в Храме царя-мученика Николая в Вильмуасоне «Архиерейский Собор», на котором Антоний (Рудей) был возведён в сан архиепископа.
22-23 мая 2013 года в Молдовии состоялся «Архиерейский Собор, объединивший Преосвященных Архиепископа Бэлцкого и Молдовского Антония и Епископа Бирмингемского Серафима», на котором 23 мая Антонию (Рудей) был усвоен титул «Архиепископ Кишиневский и Молдовский», Серафим (Скуратов) стал «Епископом Бирмингемским и Великобританским», иеромонах Максим (Ботнарь) из Бэлць 23 мая был хиротонисан во «епископа Бэлцкого, викария Молдовского».
13 июля 2017 года собор данной юрисдикции канонизировал первых четырёх первоиерархов РПЦЗ — Антония (Храповицкого), Анастасия (Грибановского), Филарета (Вознесенского) и Виталия (Устинова) «как Великих поборников Православия и Защитников Православной Российской Церкви в эпоху беспрецедентных гонений 20 века и всеобщей апостасии».
21 сентябре 2018 года Серафим (Скуратов) перешёл в другой «осколок» РПЦЗ — ПРЦ/РПЦЗ, образовавшийся в результаре раскола в РПЦЗ(В-В).
23 января 2023 года во Франции скончался самый известный клирик данной юрисдикции протопресвитер Вениамин Жуков.

## Епископы
действующие
- Антоний (Рудей), епископ Бэлцский и Молдовский, окормляет приходы бывшего СССР (14 ноября 2007— 23 мая 2013), архиепископ Кишиневский и Молдовский (с 23 мая 2013)
- Максим (Ботнарь), епископ Бэлцкий, викарий Молдовский (с 23 мая 2013)

бывшие
- Серафим (Скуратов), епископ Бирмингемский (14 ноября 2007 — 23 мая 2013), епископ Бирмингемский и Великобританский (23 мая 2013 — 21 сентябре 2018), перешёл в ПРЦ/РПЦЗ
- Роман (Апостолеску), епископ Брюссельский, окормлял Западно-Европейскую епархию (15 ноября 2007 — 27 июля 2012) умер